# アレーヌ・ド・リュテス
アレーヌ・ド・リュテス（仏: Les Arènes de Lutèce）は、フランス・パリにある、ガロ・ローマ文化時代に作られた円形闘技場の遺跡。紀元1世紀に古代ローマによって建造され、17,000人を収容し剣闘士の闘技会に用いられたほか、円形劇場として演劇作品の上演や野生動物の披露も行われた。

## 概要
楕円形をしたアリーナは長辺（長軸）が52.5m、短辺（短軸）が46.8m あり、闘技会と演劇上演を同時に行うことができた。アリーナは手すりのついた2.5m の壁によって囲まれ、その外側に観客席が広がる。壁には9つの壁龕（へきがん。壁のくぼみ）があり、これは音響増幅の効果があったと考えられる。観客席下段の直下には5つの小部屋が設けられており、うち3つはアリーナ側に出入り口が取られ、動物用の檻を備えた部屋だったことが分かっている。
奴隷や貧民、女性は上方の観客席を使わなければならず、下方の席は男性ローマ市民のために確保されていた。また快適さを保つため日射避けのためのリネンが張られていた。また観客席からはビエーヴル川やセーヌ川も眺めることができた。
現在残るのは一部分で、反対側の観客席部分はモンジュ通り沿いの建物建築に際して失われ現存しない。

## 歴史

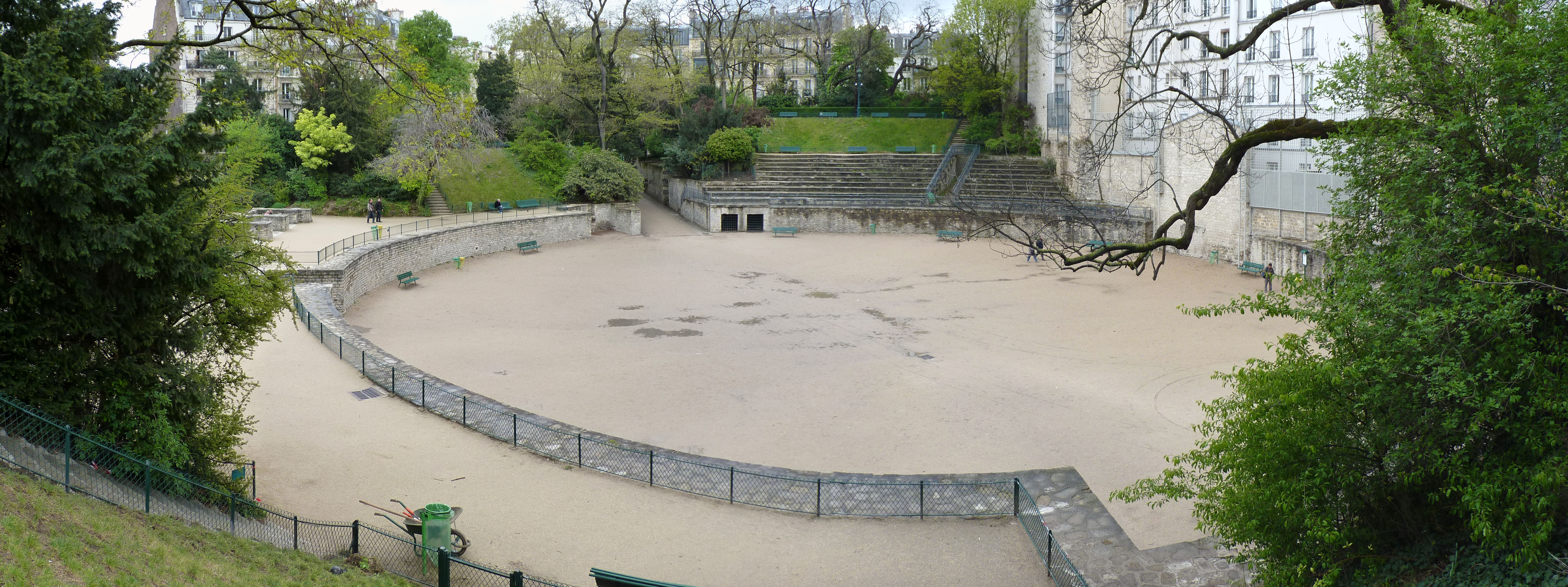
現在のアレーヌ・ド・リュテス

建造は紀元1世紀で、古代ローマによる建造物の中では最古級に属する。275年、アラマンニ人の侵入によりセーヌ川左岸地区は放棄され、住人の多くがシテ島に移住した。この際アレーヌの一部がシテ島周辺の街の守りを固めるための石材として持ち出された。その後は墓地に転用され、さらに1210年ごろにフィリップ・オーギュストの城壁の建設に際して埋め立てられた。
数世紀後にはレ・ザレーヌ (Les Arènes) の名前は地名に残るのみとなり、正確な場所は分からなくなっていた。アリーナの位置が特定されたのは1860年代で、モンジュ通りの建設の際にテオドール・ヴァケによって発見された。この時期、乗合馬車一般会社によって馬車軌道の新停留所の設置がまさに遺跡上に計画されていたところだった。そこでヴィクトル・ユーゴーをはじめとした知識人が陣頭に立ち、「アレーヌ友の会」(La Société des Amis des Arènes) を結成し保存に乗り出した。
1883年にキリスト女子修道院が取り壊された時点では、発掘は3分の1まで進んでいた。議会はこの闘技場を保存し公園として活用するための資金を提供し、結果1896年に公園として開園された。
1916年に馬車軌道が廃止されパリ地下鉄の10路線が建設されると、文化人類学の博士ジャン＝ルイ・カピタンは追加の発掘調査と史跡の修復を第一次世界大戦の終わりまで継続した。このカピタンの功績を記念し、隣接するサン・ヴィクトール貯水池の跡地にはカピタン・スクエアが建造された。

## アクセス
パリ交通公団 (RATP) の地下鉄かバスの駅・停留所が至近である。
- プラス・モンジュ駅（パリメトロ7号線）
- ジュシュー駅（パリメトロ7号線・10号線）
- 路線バス 47・67・89系統